# Jagdstaffel 14

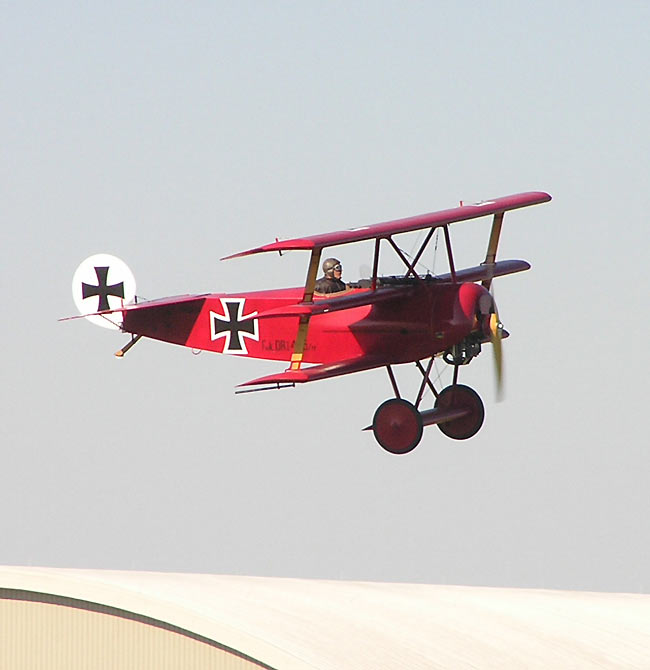
Replika Fokker Dr.I – podstawowy samolot Jasta 14.

Jagdstaffel 14 – Königlich Preußische Jagdstaffel Nr. 14 – Jasta 14 jednostka lotnictwa niemieckiego Luftstreitkräfte z okresu I wojny światowej.

## Informacje ogólne
Jednostka została utworzona w Buhl-Lorraine w końcu września 1916 roku w pierwszym etapie reorganizacji lotnictwa na bazie wcześniej istniejących jednostek 5 Armii. Organizację eskadry powierzono porucznikowi Kraigowi.
Eskadra walczyła przede wszystkim na samolotach Fokker Dr.I i Fokker D.VIII.
Jasta 14 w całym okresie wojny odniosła 52 zwycięstw nad samolotami oraz 8 nad balonami obserwacyjnymi. W okresie od września 1916 do listopada 1918 roku jej straty wynosiły 8 zabitych w walce, 5 rannych oraz 3 w niewoli.
Łącznie przez jej personel przeszło 8 asów myśliwskich:
Johannes „Hans” Werner (7), Hans Bowski (5), Herbert „Bubi” Boy (5), Richard Paul Rothe (5), Joseph Veltjens (5), Rudolph Berthold (4), Alfred Lenz, Walter Kypke.

## Dowódcy Eskadry
| Stopień   | Nazwisko         | Okres                   |
| --------- | ---------------- | ----------------------- |
| Porucznik | Kreig            | 28.09.1916 – 14.10.1916 |
| Kapitan   | Rudolph Berthold | 14.10.1916 – 12.08.1917 |
| Porucznik | Walter Höhndorf  | 12.08.1917 – 05.09.1917 |
| Porucznik | Johannes Werner  | 05.09.1917 – 11.11.1918 |